# Jean-Joseph de Laborde
Jean-Joseph de Laborde (Jaca, 29 gennaio 1724 – Parigi, 18 aprile 1794) è stato un banchiere e politico francese.

## Biografia
Laborde nacque in Aragona, in una modesta famiglia. 
Divenuto adolescente raggiunse lo zio, che era a capo di una compagnia di import-export a Saint-Jean-de-Luz, ed alla morte del cugino acquisì la proprietà della compagnia. 
La sua successiva fortuna non poggiò soltanto su questa sua prima attività, ma anche sui trasporti transatlantici (rifornimenti di merci alle colonie Americane e trasporto in Europa di frutta tropicale, piante esotiche e schiavi) ed alle sue piantagioni di canna da zucchero a Saint-Domingue, (Haiti).
La sua ascesa folgorante, paragonabile a quella di molti uomini borghesi dell'illuminismo, gli valse la promozione al rango di nobile e gli permise di acquisire diverse proprietà. Divenne fermier général (1759-1767) su suggerimento del suo amico duc de Choiseul. Prese la residenza nel château de La Ferté-Vidame nel 1764, facendolo ridecorare secondo il suo gusto da diversi artisti. Tuttavia, lo perse, nel 1784, a favore di duca di Penthièvre, che si era visto togliere il suo Castello di Rambouillet dal re Luigi XV che lì aveva il suo territorio di caccia. 
Laborde venne nominato marchese e nel 1784 e venne in possesso del castello di Méréville, che ricostruì secondo il suo gusto.
In politica, fu in anticipo sul suo tempo e della Rivoluzione francese, e con Mirabeau, fu uno dei pochi deputati nobili indipendenti ad accettare il declassamento a Terzo stato a seguito della rivoluzione. 
Tuttavia, questo non fu sufficiente a salvarlo dall'essere ghigliottinato sotto la loi des suspects sotto ordine di Louis de Saint-Just, 
in una delle ultime esecuzioni del Regime del Terrore nell'aprile del 1794.

## Discendenza
1. Pauline de Laborde  (1765-1782), sposò Jean-François Pérusse I duca di Cars
2. Nathalie de Laborde (1774-1835), sposò Charles de Noailles, duca di Mouchy, fu la petite mouche fra le molte amanti di Chateaubriand
3. Alexandre de Laborde, archeologo, militare e politico, che perseguì le rivoluzionarie idee politiche del padre.